# Eirek
Eirek är en ö i Marshallöarna.   Den ligger i kommunen Wotho, i den västra delen av Marshallöarna, 700 km nordväst om huvudstaden Majuro. Arean är 0,14 kvadratkilometer.
Terrängen på Eirek är platt. Den sträcker sig 0,6 kilometer i nord-sydlig riktning, och 0,7 kilometer i öst-västlig riktning.